# Cheikh El Avia Ould Mohamed Khouna
Cheikh El Avia Ould Mohamed Khouna (né en 1956 à Amourj, Mauritanie), est un homme politique mauritanien. Il est Premier ministre sous la présidence de Maaouiya Ould Sid'Ahmed Taya et ministre des Affaires étrangères du 6 mai au 6 août 2008, succédant à Mohamed Saleck Ould Mohamed Lemine.

## Biographie
Ould Mohamed Khouna est né en 1956 à Amourj, dans la province de Hodh Ech Chargui, dans l'est de la Mauritanie.
Il a fait ses études à Néma et dans le lycée de Nouakchott, où il a obtenu son diplôme en 1978. Il a obtenu un diplôme supérieur en sciences agronomiques au Maroc, où il a vécu de 1978 à 1982. Khouna est retourné en Mauritanie et a rejoint la fonction publique en tant que directeur de la société de pêche PECS (Société mauritanienne de commercialisation du poisson) de 1984 à 1992. Il a été directeur de la société de pêche algéro-mauritanienne de 1992 à 1993, puis secrétaire général du ministère mauritanien de la Pêche en 1994. Il a ensuite été nommé au gouvernement en tant que ministre des Pêches et de l'Économie maritime le 21 février 1995.
Il est Premier ministre de la Mauritanie à partir du 2 janvier 1996 au 18 décembre 1997, puis ministre des Affaires étrangères du 12 juillet 1998 au 16 novembre 1998. Il redevient Premier ministre du 16 novembre 1998 au 6 juillet 2003 sous la présidence de Maaouiya Ould Sid'Ahmed Taya.
Il est nommé ministre des Affaires étrangères le 6 mai 2008 dans le gouvernement de Yahya Ould Ahmed El Waghef jusqu'au 6 août 2008.